# Georges Mantha
Georges Mantha (* 29. November 1908 in Lachine, Québec; † 25. Januar 1990) war ein kanadischer Eishockeyspieler und -trainer, der in seiner aktiven Zeit von 1925 bis 1943 unter anderem für die Canadiens de Montréal in der National Hockey League gespielt hat. Sein älterer Bruder Sylvio war ebenfalls ein professioneller Eishockeyspieler.  

## Karriere
Georges Mantha begann seine Karriere als Eishockeyspieler bei der Amateurmannschaft Montreal Bell Telephone, für die er von 1925 bis 1928 aktiv war. Zur Saison 1928/29 erhielt er nach guten Leistungen einen Vertrag bei den Canadiens de Montréal aus der professionellen National Hockey League. Mit der Mannschaft gewann er in den Spielzeiten 1929/30 und 1930/31 jeweils den prestigeträchtigen Stanley Cup. In den folgenden Jahren wurde der Flügelspieler eine feste Größe bei den Canadiens und in der gesamten Liga. In den Jahren 1937 und 1939 nahm er an den Benefizspielen für die Familien der verstorbenen Howie Morenz und Babe Siebert teil. Nachdem er auch die Saison 1940/41 zunächst bei den Canadiens begonnen hatte, wurde er nach einer Vorlage in sechs Spielen an die New Haven Eagles aus der American Hockey League abgegeben. Für diese erzielte er in 49 Spielen 31 Scorerpunkte, davon 16 Tore, woraufhin er in das Second All-Star Team der AHL gewählt wurde. In den folgenden beiden Jahren lief er für den Ligarivalen Washington Lions auf, bei denen er zur Mitte der Saison 1942/43 den Posten als Cheftrainer von Ching Johnson übernahm. Am Saisonende wurden die Lions inaktiv und Mantha beendete seine Spieler- und Trainerkarriere.

## Erfolge und Auszeichnungen
- 1930 Stanley-Cup-Gewinn mit den Canadiens de Montréal
- 1931 Stanley-Cup-Gewinn mit den Canadiens de Montréal
- 1937 Howie Morenz Memorial Game
- 1939 Babe Siebert Memorial Game
- 1941 AHL Second All-Star Team